# Longitarsus girardi
Longitarsus girardi es una especie de insecto coleóptero de la familia Chrysomelidae. Fue descrita científicamente en 1987 por Doguet.